# گوداتاله
گوداتاله (به لاتین: Godatale) یک منطقهٔ مسکونی در سری‌لانکا است که در استان مرکزی (سری‌لانکا) واقع شده‌است.